# Etylakrylat
Etylakrylat är en ester av etanol och akrylsyra med formeln C2H3COOC2H5.

## Framställning
Industriell tillverkning av etylakrylat sker inte genom vanlig esterbildning utan i stället genom en reaktion mellan akrylnitril (C3H3N), etanol (C2H5OH) och vatten (H2O).
{\displaystyle {\rm {C_{3}H_{3}N+C_{2}H_{5}OH+H_{2}O\rightarrow C_{2}H_{3}COOC_{2}H_{5}+NH_{3}}}}
En annan metod är att använda acetylen (C2H2), kolmonoxid (CO) och etanol.
{\displaystyle {\rm {C_{2}H_{2}+CO+C_{2}H_{5}OH\rightarrow C_{2}H_{3}COOC_{2}H_{5}}}}

## Egenskaper
Etylakrylat är en färglös, brandfarlig vätska med stark lukt. Etylakrylat kan bilda polymerer, något som påskyndas av ljus, värme och peroxider.

## Användning
Etylakrylat används för att tillverka polyakrylat och akrylharts.